# Libanonské letectvo
Libanonské letectvo (arabsky القوات الجوية اللبنانية‎) je letecká složka ozbrojených sil Libanonu. Vzniklo 1. června 1949. Disponuje čtyřmi základnami, v Bejrútu, Klejatu, Rijaku a Hamatu.

## Přehled letecké techniky

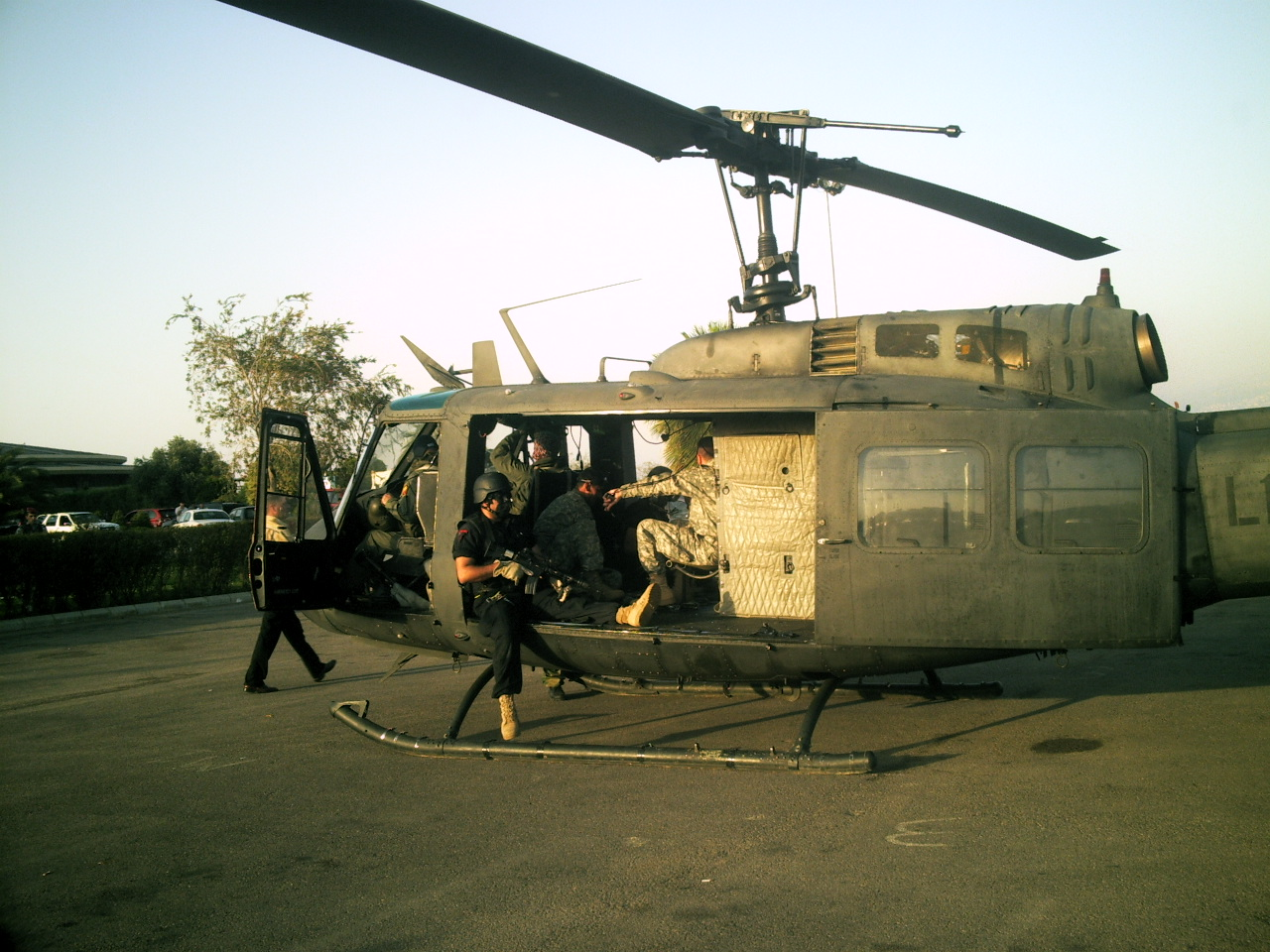
Libanonský UH-1H

Tabulka obsahuje přehled letecké techniky letectva Libanonu podle Flightglobal.com.
| Název                        | Původ              | Určení                              | Verze                          | Ve službě | Poznámky |         |
| Letouny                      | Letouny            | Letouny                             | Letouny                        | Letouny   | Letouny | Letouny |
| ---------------------------- | ------------------ | ----------------------------------- | ------------------------------ | --------- | --- | ------- |
| Cessna 208 Caravan           | USA                | ozbrojený pozorovací letoun         | AC-208B Combat Caravan         | 2         | Opce na 1 další kus. Typ je vybaven kamerou MX-15D a může být vyzbrojen střelami AGM-114 Hellfire. |         |
| Embraer EMB 314 Super Tucano | Brazílie           | lehký bojový a cvičný letoun        |                                | 0         | Objednáno 6 kusů. |         |
| Hawker Hunter                | Spojené království | stíhací bombardérdvoumístný letoun  | FGA.70T.66                     | 31        | Čtyři letouny mimo službu jsou vystavené v muzeu Libanonského letectva na základně Rijak. |         |
| Scottish Aviation Bulldog    | Spojené království | cvičný letoun                       | Mk.126                         | 3         | Libanon původně v roce 1975 získal 6 kusů, z nichž 2 byly později ztraceny při nehodách a 1 sestřelen během bojové operace nad nepřátelským územím. Typ byl následně vyřazen ze služby, ale po opravě a renovaci byly 3 skladované kusy v roce 2010 reaktivovány. |         |
| Vrtulníky                    |                    |                                     |                                |           | |         |
| Aérospatiale Gazelle         | Francie            | námořní hlídkový a bitevní vrtulník | SA342                          | 11        | Libanon podepsal kontrakt na renovaci 13 kusů. |         |
| Aérospatiale SA 330 Puma     | Francie/Rumunsko   | transportní a užitkový vrtulník     | SA 330 PumaIAR 330SM           | 11        | K dispozici celkem 17 kusů, část uložena ve skladu. |         |
| AgustaWestland AW139         | Itálie             | dopravní vrtulník                   |                                | 1         | Stroj slouží k přepravě hlavy státu. |         |
| Bell 205/UH-1 Iroquois       | USA/Itálie         | víceúčelový a ozbrojený vrtulník    | Bell 205/UH-1H/Agusta Bell 205 | 29        | Některé stroje byly modifikovány pro nesení pum o hmotnosti 250 a 400 kg, anebo neřízených raket Matra SNEB ráže 68 mm. |         |
| Robinson R44                 | USA                | lehký užitkový a cvičný vrtulník    |                                | 4         | |         |
| Sikorsky S-61                | USA                | víceúčelový vrtulník                | S-61N Mk.II                    | 3         | Civilní varianta námořního vrtulníku Sikorsky SH-3 Sea King. Libanonskými vzdušnými silami užíván jako hasicí a záchranný. |         |
| Bezpilotní letadla           |                    |                                     |                                |           | |         |
| AeroVironment RQ-11 Raven    | USA                | lehký taktický průzkumný            | RQ-11B                         |           | |         |